# ワコー
株式会社和興（わこう）は、宮城県を営業基盤にしてスーパーマーケットを経営する企業である。

## 沿革
- 1945年 - 栗原郡鶯沢町（現：栗原市）で食料品店「けんこや」創業
- 1975年 - 「株式会社ワコー」設立
- 1975年 - 泉市将監（現：仙台市泉区将監）に「ワコー 将監店」開店
- 1982年3月 - 「有限会社和興」設立
- 1982年3月 - 志田郡三本木町（現：大崎市三本木）に「ワコー 三本木店」開店
- 1987年6月 - 宮城県名取市に本社移転
- 1987年6月 - 宮城県名取市に「ワコー 名取店」開店
- 1996年12月 - 「株式会社和興」に組織変更
- 1996年12月 - 資本金1000万円に増額
- 2002年10月 - 資本金3000万円に増額
- 2003年3月7日 - 仙台市若林区河原町に「ワコー 河原町店」開店
- 2020年 - 仙台市若林区に本社移転

## 店舗

### 現在の店舗
- 河原町店
  - 宮城県仙台市若林区河原町1-2-51

### 過去にあった店舗
- 将監店（1975年 - 不明）：ファルに変わり現在は宗教団体の駐車場。2012年までに宗教団体が撤退を予定しており、隣接する、市の旧・将監公設市場跡地および宗教団体の道場の建物と一体で再開発が検討されている。隣接地には、泉郵便局が所在。
- 富沢店
- 吉成店（不明 - 1994年）：現在は解体され、パチンコタイガー吉成店となっている。
- 名取店 （1987年 - 2020年）：現・ウィズマート名取大手町店(サンマリ運営)